# Trygve Bornø
Trygve Bornø (Harstad, 2 febbraio 1942 – Oslo, 15 novembre 2024) è stato un calciatore e dirigente sportivo norvegese, di ruolo centrocampista.

## Carriera

### Giocatore

#### Club
Bornø vestì le maglie di Harstad e Skeid. Con quest'ultimo club, disputò 419 incontri e vinse il campionato 1966.

#### Nazionale
Collezionò 43 presenze per la Norvegia. Esordì il 18 settembre 1966, quando fu titolare nella sconfitta per 2-4 contro la Svezia.

## Palmarès

### Giocatore

#### Club

##### Competizioni nazionali
- Campionato norvegese: 1

Skeid: 1966